# Manon (pássaro)
O manon (Lonchura striata domestica) é um pequeno pássaro doméstico popular da ordem Passeriforme, membro da família Estrildidae. Este pássaro é originário da China. Possui aproximadamente 11 centímetros de comprimento.
Sua coloração varia do preto ao branco, passando pelo marrom e canela. Existem de cores puras (como canela, preto, albino), de penas frisadas, e arlequim, que é branco com marcações pretas. As cores também podem se misturar, formando até mesmo pássaros tricolores.

## Origem
Sua origem se deve a uma seleção de criadores japoneses a partir da espécie silvestre chinesa Lonchura striata, que é muito rara hoje em dia.
O nome manon vem da designação francesa, moineau du Japon (pardal do Japão).
Na Inglaterra é conhecido por 'Bengalese e nos Estados Unidos por Society Finch.

## Características
O manon não apresenta diferenças entre macho e fêmea, a não ser pelo canto discreto que possui o macho.
Costumam cuidar muito bem de seus filhotes. Não rejeitam ovos nem filhotes quando há interferências externas, como quando o criador abre seu ninho (que geralmente é uma caixa de madeira com uma tampa em cima).
Essa característica os torna muito importantes para a criação de outras aves que não se reproduzem com facilidade em cativeiro, em especial o diamante-de-gould. Os casais de manons são usados como amas-secas para chocar os ovos e cuidar dos filhotes de outras espécies.
O tempo de incubação dos ovos varia de 12 a 18 dias

## Alimentação
A principal alimentação do Manon, são todas as espécies de sementes, como o alpiste. Pode-se dar couve, almeirão, escarola, jiló e pepino, exceto alface.
Durante a muda das penas, pode ser oferecida a farinhada, duas vezes por semana. No início do período reprodutivo, a farinhada também é muito importante e nessa epóca, pode ser oferecida diariamente, só não pode permanecer na gaiola, pois azeda, por isso, deve ser retirada ao final de cada dia.